# The Spill Canvas
The Spill Canvas (англ. The Spill Canvas) — альтернативная рок-группа из города Су-Фолс (Южная Дакота).

## Карьера
The Spill Canvas развивался как сайд-проект вокалиста Ника Томаса (Nick Thomas), который в то время был участником группы Nodes of Ranvier. Со временем Ник покинул группу и полностью посвятил себя своему новому проекту. Первый альбом, который назывался Sunsets and Car Crashes, был написан, спродюсирован и сведен одним Томасом. Его выпуск состоялся под лейблом 111 Records 20 апреля 2004 года. Вскоре после релиза Sunsets and Car Crashes к Нику присоединились Джо Бэк (Joe Beck), Росс Уилер (Ross Wheeler) и Брэндон Эгертер (Brandon Aegerter). После ухода Уилера и Эгертера из группы на их места взяли Скотта МакГвайера (Scott McGuire) и Дэна Людмэна (Dan Ludeman).
В конце 2006 года группа (в лице Скотта МакГвайера) на своей официальной странице сообщила о том, что покидает лейбл 111 Records и переходит под опеку Sire Records.
В начале 2007 года МакГвайер сообщает о том, что больше не является частью группы: «The Spill Canvas решили, что, как и раньше, будут вкладывать в музыку весь свой потенциал, но они должны делать это уже без меня.» До сих пор не ясно, был ли уход МакГвайера решением группы или же он ушел по собственному желанию. Известно лишь то, что после этого Томас и МакГвайер больше не пересекались. Временной заменой ушедшему басисту стал Лэндон Хэйл (Landon Heil), гитарист группы The Glass Atlantic. Сейчас Хэйл играет в группе в качестве основного участника.
1 мая 2007 года группа выпускает EP под названием Denial Feels So Good, дабы удержать своих фанатов до выхода нового альбома. Переиздание включало в себя три оригинальных трека и два кавера. Марк Шифер (Marc Sheaffer), клавишник из Су-Фолса, отыграл партию в песне «Gold Dust Woman». В этом же году, вскоре после выхода EP, ребята отыграли на Warped Tour в поддержку своего третьего альбома  No Really, I'm Fine. Новый альбом был записан в марте-апреле 2007 года, а гостями на его записи были Энтони Грин (Anthony Green) из Circa Survive и Эндрю Макмэхон из Jack's Mannequin. Грин исполнил бэк-вокал в песне «Bleed, Everyone’s Doing It», а Макмэхон — клавишную партию в перезаписанной песне «Saved», которая стала одним из саундтреков к фильму Возвращение Супермена.
26 июля 2007 года начали распространяться слухи о том, что No Really, I’m Fine будет названием нового альбома группы. Тем не менее, вскоре такие сайты, как Amazon.com и Best Buy опубликовали у себя треклист альбома под названием Conduit. И только 28 августа 2007 года The Spill Canvas на своей странице в Myspace официально огласила название альбома, которым и стало No Really, I’m Fine. Альбом поступил в продажу 2 октября 2007 года, однако в Сети появился несколькими днями ранее.
Осенью 2007 года группа отправилась в турне по Северной Америке, которое получило название «All Your Favorite Spots». В его поддержку выступили Meg & Dia, Playradioplay! и Treaty of Paris. 23 января 2008 года на официальной Myspace странице группы Yellowcard была опубликована новость, что две группы будут участвовать в совместном весеннем акустическом туре по Америке. В феврале 2008 года ребята отправилась в Европу в качестве хедлайнеров вместе с Plain White T's и The Fold. Летом того же года они возглавили национальный тур, в котором поддержку им оказали Steel Train и Ludo. Энергичная поп-панк команда Sing It Loud присоединилась к The Spill Canvas в первой половине турне, а Liam and Me — в его конце, в чем им поспособствовал Motion City Soundtrack.
11 сентября 2008 года группа объявила о начале конкурса Photographer For A Day, который давал возможность всем фанатом вживую встретиться со своими кумирами и побыть их личным фотографом в течение дня. Имя победителя до сих пор неизвестно.
В конце 2008 года они участвовали в турне вместе с One Republic, The Hush Sound и Augustana. Во время турне большинство вокалистов из открывавших фестиваль групп, в том числе и Ник, исполнили хит Traveling Wilbury под названием «Handle With Care».
В начале 2009 года The Spill Canvas снова принимает участие в турне в поддержку группы You Me At Six бок о бок с Emarosa.
12 января 2010 года состоялся релиз EP под названием Abnormalites. Чуть позже в свет выходит ещё одно переиздание — Realities, чей выход состоялся 13 апреля. Наконец, 27 июля 2010 года, выходит их новый альбом Formalities. Он включает в себя песни с двух ранее вышедших переизданий, а также их акустические версии и две абсолютно новые песни.